# Kamienica przy ul. Cyganka 26 we Włocławku
Kamienica przy ul. Cyganka 26 we Włocławku − zabytkowa kamienica z oficynami zbudowana w 1913 roku. 15 lutego 1993 roku wraz z terenem działki nr 87 została wpisana do rejestru zabytków.

## Architektura i historia
Znajduje się w części ulicy między ulicą Brzeską a 3 Maja, rozbudowywanej od lat 40. XIX wieku. Kamienica została zbudowana w 1913 roku przez braci Izraela-Hersza (1875−1939) i Dawida (ur. 1881 lub 1885)) Harendorf. W Kalendarzu Kujawianin na rok 1917 jako właściciel kamienicy figuruje wyłącznie Dawid Harendorf. Posiada 211. numer hipoteczny. Reprezentuje styl eklektyczny z elementami secesyjnymi. Posiada elewację o dekoracji stiukowej i zdobione motywami roślinnymi balkony z żeliwnymi balustradami. Obecnie znajduje się w niej 9 lokali mieszkaniowych.
W 2018 r. właściciel kamienicy otrzymał od samorządu miasta Włocławek dotację w wysokości ponad 40 tys. złotych na wzmocnienie stropu nad piwnicą. W 2020 r. miasto przekazało kolejną dotację w wysokości do 30% nakładów, tym razem na remont dachu i wschodniej strony elewacji.

### Elektrownia braci Harendorf
W 1914 roku, jeszcze przed wybuchem I wojny światowej, bracia Harendorf uruchomili w małym pomieszczeniu na zapleczu kamienicy niedużą elektrownię. Nie zaspokoiła ona potrzeb mieszkańców, dlatego w 1916 r. uruchomiono nową elektrownię miejską przy ul. Biskupiej. Elektrownia Harendorfa funkcjonowała co najmniej do 1928 roku. Właściciele kamienicy oferowali także usługi malarskie.

### Apteki i gabinety lekarskie
W okresie dwudziestolecia międzywojennego mieściła się tu apteka Stanisława Dziekanowskiego (1874−1942). W jednej ze swoich reklam Dziekanowski promuje się hasłem: Apteka S. Dziekanowskiego we Włocławku. Ulica Cyganka nr 26. Wody mineralne, naturalne, świeża ospa, tlen, surowiec oraz nowo wynalezione szczepionki, stosowane przymusowo przeciw cholerze, paskarstwu, komunizmowi, złodziejstwu grosza publicznego i t.p. epidemjom. Włocławski lekarz Abram Kaltmann samodzielnie wytwarzał w niej leki, które ofiarowywał ubogim mieszkańcom miasta. Co najmniej od 1926 do 1936 roku przyjmował tu doktor ginekologii Mieczysław Józef Szelest (1872–1944), który w 1938 r. przeszedł na emeryturę. Od 1932 r. swój gabinet miał tu chirurg Aleksander Barcikowski (1874–1951). W 1932 r. w mieszkaniu nr 11 zarejestrowano gabinet doktora Henryka Chila Forberta (1897–1943), który wkrótce przeniósł się na ul. 3 Maja. W latach 1937–39 przyjmował tu położony i ginekolog Bronisław Mejster, były asystent szpitali w Nicei i Arles. Według Rocznika Lekarskiego z 1948 roku w mieszkaniu nr 1 mieszkała dentystka Irena Kwiatkowska.

### Pozostała działalność
Pod ten adres przeniesiono istniejące od 1868 r. zakłady graficzne Hermana Neumana (1845−1914), przekształcone następnie w oficynę wydawniczą Izydora Jerzego Neumana (ur. 1877), działającej w spółce z Wacławem Tomaszewskim (1892−1939). Drukowano tu m.in. lokalny dziennik ABC dla Włocławka i Kujaw, miesięcznik Życie Włocławka i Okolicy, a także książki, podręczniki i kalendarze. W oficynie można było również nabyć materiały piśmiennicze. W Księgach adresowych z lat 1928-30 notuje się tu manufakturę bławatną Hersza-Lajba Rogozińskiego (ur. 1868). W Księdze adresowej z 1930 r. zapisano tu Agencję Ubezpieczeń D. Ersnera, później zarejestrowanej pod adresem Cyganka 24. Najpóźniej od 1935 r. mieszkał tu adwokat Kazimierz Grendyszyński. W latach 1932−1935 swój sklep prowadził pod tym adresem pończosznik Mordka Oizer Dancygier (ur. 1854). W latach 30. swoją siedzibę miał tu Kujawski Związek Weteranów z 1863 roku. Według Księgi Adresowej z 1942 r. swoje usługi oferował pod tym adresem przedstawiciel handlowy Erwin Pablke.

### Pobyt Charles’a de Gaulle’a we Włocławku
W czerwcu 1920 roku w znajdującym się na I piętrze mieszkaniu Dziekanowskiego zakwaterowany był przez kilka tygodni przebywający tu od maja 1919 r. w ramach Francuskiej Misji Wojskowej Charles de Gaulle, wówczas w randze kapitana (na czas pobytu w Polsce zezwolono mu na używanie stopnia majora). Nie są znane przyczyny dla których Francuz przyjechał do Włocławka. Według doktora Tomasza Dzikiego prawdopodobnie szkolił stacjonujących tu żołnierzy, z uwagi na to, że Włocławek był ważnym punktem na mapie obrony kraju w czasie wojny polsko-bolszewickiej. Major miał być zadowolony z kwaterunku, chociaż narzekał na zbyt krótkie łóżko (mierzył sobie przeszło 190 cm wzrostu). W połowie lipca de Gaulle wyjechał do Warszawy. Mieszkając we Włocławku zaprzyjaźnił się z jednym z trzech przydzielonych mu do pomocy polskich żołnierzy z grupy do zadań specjalnych 4. pułku artylerii polowej, łącznikiem tłumaczem, kapralem Edwardem Markiewiczem (1898−1972), synem ogrodnika z Dębic. Żołnierze porozumiewali się po niemiecku. To głównie dzięki jego wspomnieniom jest znana historia pobytu de Gaulle’a we Włocławku. Major często odwiedzał rodzinę Markiewicza w Kowalu. De Gaulle utrzymywał kontakt z Markiewiczem do końca swojego pobytu w Polsce w grudniu 1920 roku. Gdy Charles de Gaulle, już jako prezydent Francji, opowiedział się za zatwierdzeniem granicy polsko-niemieckiej na Odrze i Nysie, Markiewicz wysłał mu podziękowanie, na które ten odpowiedział. Od tej pory do końca życia utrzymywali ze sobą sporadyczną korespondencję. Panowie spotkali się ponownie w katedrze w gdańskiej Oliwie podczas wizyty de Gaulle w Polsce w 1967 roku. Wychodzącego na balkon i podziwiającego wschody i zachody słońca Francuza zapamiętali też okoliczni mieszkańcy kamienicy.